# (4380) Geyer
Pour les articles homonymes, voir Geyer.
(4380) Geyer est un astéroïde de la ceinture principale.

## Description
(4380) Geyer est un astéroïde de la ceinture principale. Il fut découvert le 14 août 1988 à l'Observatoire de Haute-Provence par Eric Walter Elst. Il présente une orbite caractérisée par un demi-grand axe de 3,04 UA, une excentricité de 0,06 et une inclinaison de 9,9° par rapport à l'écliptique.

## Compléments